# Kerlingarfjöll
Kerlingarfjöll – masyw wulkaniczny położony w południowo-zachodniej Islandii na południowy zachód od lodowca Hofsjökull. Jego najwyższy wierzchołek o nazwie Snaekollur ma wysokość 1488 m n.p.m.
Masyw Kerlingarfjöll wchodzi w skład rozległego kompleksu wulkanicznego, którego główną częścią jest centralny wulkan Hofsjökull przykryty czapą lodowca o tej samej nazwie. Kerlingarfjöll uznawany jest za drzemiący i choć nie są znane żadne jego historyczne erupcje, to występują tu fumarole, których aktywność (najbardziej intensywna na całej Islandii) koncentruje się w centralnej części masywu.

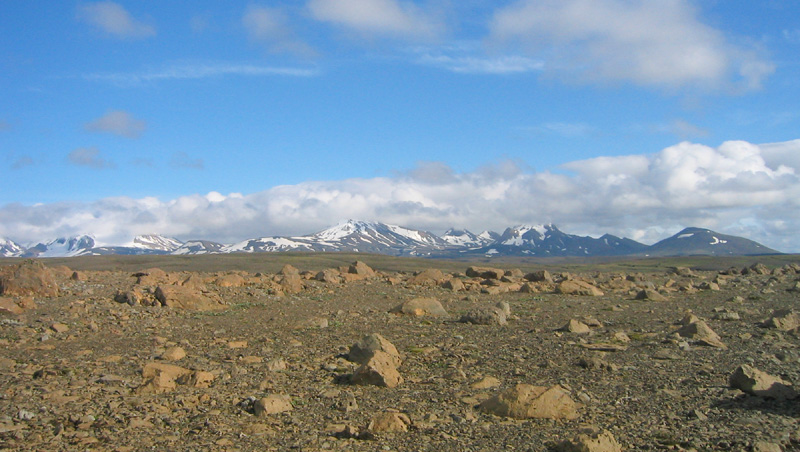
Łańcuch stożków wulkanicznych Kerlingarfjöll (zdjęcie z drogi Kjölur)